# Bill Harris (Schwimmer)
William White Harris, Jr. (* 26. Oktober 1897 in Honolulu; † 7. März 1961 ebenda) war ein US-amerikanischer Schwimmer.
Harris nahm an den Olympischen Sommerspielen 1920 in Antwerpen teil. Dort gewann er über 100 m Freistil Bronze. Im Wettbewerb über 400 m Freistil schied er im Halbfinale aus.